# اس‌اس داگلاس (۱۸۶۴)
اس‌اس داگلاس (۱۸۶۴) (به انگلیسی: SS Douglas (1864)) یک کشتی بود که طول آن ۲۲۷ فوت (۶۹ متر) بود. این کشتی در سال ۱۸۶۴ ساخته شد.